# Xeno-canto
Xeno-canto is een burgerwetenschapsproject waarbij vrijwilligers vogelzang en andere vogelgeluiden registreren, van extra informatie voorzien en opzenden naar een speciale website. Al deze geluiden worden via deze website beschikbaar gesteld via het concept van open inhoud.

## Geschiedenis
Xeno-canto begon in 2005 en was toen vooral gericht op vogelgeluiden uit Zuid- en Midden-Amerika omdat drie ornithologen hun collectie geluiden van de vogels van Bolivia ter beschikking hadden gesteld. Daarna volgden honderden opnamen uit Noord-Amerika, Afrika en Azië en uiteindelijk ook uit Europa en Australazië.
Jaarlijks worden 40.000 opnamen aan de collectie toegevoegd. Anno 2024 zijn meer dan 900.000 opnames vanuit de collectie beschikbaar van meer dan 12.000 soorten vogels.

## Doel
Het verzamelen en beschikbaar stellen van vogelgeluiden dient zowel voor ontspanning en genot als wel voor onderwijsdoeleinden, natuurbescherming en biologisch onderzoek. Het uiteindelijke doel van het project is om:
- Een groot publiek vertrouwd te maken met vogelzang en het maken van opnames daarvan.
- De beschikbaarheid van vogelgeluiden te verruimen.
- De kennis over vogelgeluiden te vergroten.

Aldus verkregen opnamen zijn al gebruikt bij ruim 500 wetenschappelijke publicaties.
Vanaf het begin steunden Naturalis Biodiversity Center (in Leiden, Nederland) en de Universiteit van Leeds (Verenigd Koninkrijk) het project. Inmiddels steunen ook de African Bird Club, Van Tienhoven Foundation for International Nature Protection, Edward Grey Institute van de Universiteit van Oxford en het Humboldt Instituut in Colombia de website.